# Alexis Beka Beka
Alexis Bekabeka (Parigi, 29 marzo 2001) è un calciatore francese, centrocampista del Caen 2.

## Biografia
Nato a Parigi, è di origini congolesi da parte dei genitori.
La mattina del 29 settembre 2023 minaccia il suicidio; a lungo in piedi sul ciglio di un viadotto dell'Autostrada A8 grazie all'intervento delle forze dell'ordine e di uno psicologo il giocatore è stato convinto a desistere.

## Caratteristiche tecniche
È un centrocampista difensivo.

## Carriera

### Club
Cresciuto nel settore giovanile del Caen, debutta in prima squadra il 20 dicembre 2019 in occasione dell'incontro di Ligue 2 pareggiato 0-0 contro il Clermont Foot.
Nell'agosto 2022 firma un contratto quinquennale con il Nizza, per una cifra di circa 14 milioni di euro.

### Nazionale
Ha giocato nelle nazionali giovanili francesi Under-17, Under-18 ed Under-19.
Nel 2021 viene convocato dalla nazionale olimpica francese per prendere parte alle Olimpiadi di Tokyo. Debutta il 22 luglio in occasione dell'incontro contro il Messico.

## Statistiche

### Presenze e reti nei club
Statistiche aggiornate al 3 luglio 2024.
| Stagione               | Squadra                | Campionato             | Campionato | Campionato | Coppe nazionali | Coppe nazionali | Coppe nazionali | Coppe continentali | Coppe continentali | Coppe continentali | Altre coppe | Altre coppe | Altre coppe | Totale | Totale | Totale |
| Stagione               | Squadra                | Comp                   | Pres       | Reti       | Comp            | Pres            | Reti            | Comp               | Pres               | Reti               | Comp        | Pres        | Reti        | Pres   | Reti   |        |
| ---------------------- | ---------------------- | ---------------------- | ---------- | ---------- | --------------- | --------------- | --------------- | ------------------ | ------------------ | ------------------ | ----------- | ----------- | ----------- | ------ | ------ | ------ |
| 2018-2019              | Caen 2                 | N3                     | 9          | 0          | -               | -               | -               | -                  | -                  | -                  | -           | -           | -           | 9      | 0      |        |
| 2019-2020              | Caen 2                 | N3                     | 7          | 1          | -               | -               | -               | -                  | -                  | -                  | -           | -           | -           | 7      | 1      |        |
| Totale Caen 2          | Totale Caen 2          | Totale Caen 2          | 16         | 1          |                 | -               | -               |                    | -                  | -                  |             | -           | -           | 16     | 1      |        |
| 2019-2020              | Caen                   | L2                     | 5          | 0          | CF+CdL          | 1+0             | 0               | -                  | -                  | -                  | -           | -           | -           | 6      | 0      |        |
| 2020-2021              | Caen                   | L2                     | 25         | 1          | CF              | 2               | 0               | -                  | -                  | -                  | -           | -           | -           | 27     | 1      |        |
| Totale Caen            | Totale Caen            | Totale Caen            | 30         | 1          |                 | 3               | 0               |                    | -                  | -                  |             | -           | -           | 33     | 1      |        |
| 2021-2022              | Lokomotiv Mosca        | PL                     | 19         | 0          | CR              | 1               | 0               | UEL                | 6                  | 0                  | SR          | -           | -           | 26     | 0      |        |
| lug.-ago. 2022         | Lokomotiv Mosca        | PL                     | 2          | 0          | CR              | 0               | 0               | -                  | -                  | -                  | -           | -           | -           | 2      | 0      |        |
| Totale Lokomotiv Mosca | Totale Lokomotiv Mosca | Totale Lokomotiv Mosca | 21         | 0          |                 | 1               | 0               |                    | 6                  | 0                  |             | -           | -           | 28     | 0      |        |
| ago. 2022-2023         | Nizza                  | L1                     | 14         | 0          | CF              | 1               | 0               | UECL               | 7                  | 1                  | -           | -           | -           | 22     | 1      |        |
| 2023-2024              | Nizza                  | L1                     | 0          | 0          | CF              | -               | -               | -                  | -                  | -                  | -           | -           | -           | 0      | 0      |        |
| Totale Nizza           | Totale Nizza           | Totale Nizza           | 14         | 0          |                 | 1               | 0               |                    | 7                  | 1                  |             | -           | -           | 22     | 1      |        |
| Totale carriera        | Totale carriera        | Totale carriera        | 81         | 2          |                 | 5               | 0               |                    | 13                 | 1                  |             | -           | -           | 99     | 3      |        |